# Хасимото Санаи
Хасимото Санаи (яп. 橋本左内  Hashimoto Sanai); 19 апреля 1834, Фукуи — 1 ноября 1859, Эдо) — японский самурай, медик, политик и поэт периода Эдо. Участник движения против сёгуната в Японии в 1850 годах.

## Биография
Самурай из княжества Фукуи (провинции Этидзен) в Японии. Родился в семье врача, обслуживавшего клан Фукуи.
С 1849 года отправился в Осаку, где занимался в частном пансионе Огата Коан (Коёри). Среди соучеников по пансиону были люди, имена которых впоследствии стали широко известными: Фукудзава Юкити, Омура Масудзиро, Сано Цунэтами, Отори Кэйсукэ, Нагаё Сэнсай, Мицукури Акицубо, Ханибуса Еситада, Мотоно Моритака, Такэда Кэнсай и др. В пансионе Хасимото Санаи изучил такие естественные науки, как физиологию, медицину, физику, химию.
В 1854 году продолжил учёбу в Эдо, где сблизился с самураями-оппозиционерами. Участвовал в антиправительственном движении.
В 1855 вернулся в Фукуи и стал заместителем главы школы. Со временем стал одним из главных деятелей, вовлеченных в правительственные реформы клана Фукуи.
На короткое время был арестован за выступление в пользу реформ. Выступал за создание централизованного государства во главе с императором и укрепление государственной мощи путём проведения реформ и заимствования западной техники; против внешней политики сёгуна и неравноправных ансэйских договоров.
В противоположность другим деятелям оппозиционного движения, выступавшим за союз с Великобританией, был сторонником союза с Российской империей.
В 1859 году Хасимото Санаи в числе сторонников реставрации императорской власти и «изгнания иностранцев» был арестован и казнён правительством Ии Наосукэ.